# Джон Свіні
Джон Пол Сві́ні (англ. John Paul Sweeney; 7 червня 1958) — британський журналіст-розслідувач і письменник. Він працював у газеті The Observer, а також у передачах «Панорама» та «Newsnight» на BBC. Свіні припинив роботу на BBC у жовтні 2019 року.

## Освіта
Свіні здобув освіту в граматичній школі Бартона Певеріла, державному коледжі в Істлі, Гемпшир, а потім у Лондонській школі економіки.

## Розслідувальна журналістика

### Позов братів Барклай
У 1996 році брати Барклай, власники газети The Daily Telegraph, подали до суду на Свіні у Франції за кримінальне знеславлення, але позивачі програли справу. У той час Свіні працював у конкуруючій газеті The Observer та дав інтерв'ю BBC Radio Guernsey, стверджуючи про причетність братів до корупції. Позивачі обґрунтовували свій позов у французьких судах тим, що трансляцію також можна було почути в невеликій прибережній частині Північної Франції, хоча це широко вважалося спробою знайти вигідний суд. Апеляційний суд у Ренні, Франція, зобов'язав Свіні виплатити 3000 євро.

## Кар'єра на BBC
Свіні з'явився в мистецькій програмі BBC «Пізнє шоу» де знімав закулісся передвиборчої кампанії загальних виборів у Великій Британії 1992 року.
Свіні працював на BBC з 2001 до 2014 року штатним репортером флагманської новинної програми «Панорама», і згодом також все ще брав участь у створенні програм BBC «Панорама».
Свіні припинив роботу на BBC у жовтні 2019 року. Незадовго до його відходу Press Gazette повідомила, що «[Свіні] таємно зняли на відео в розмові при чарці з кимось, хто виявився прихильником [Томмі] Робінсона». Пізніше Panorama вибачилася від імені Свіні за «образливі та недоречні» коментарі, висловлені під час зустрічі. Після відходу Свіні подав скаргу до Ofcom та депутатів парламенту щодо сімох розслідувань Newsnight, Panorama та BBC News, не випущених в ефір, деякі з яких стосувалися зв'язків з Росією серед людей, активних у британській політиці, що, за його словами, було частиною «перестрахувального підходу» на BBC. Пізніше BuzzFeed News повідомило, що чотири джерела BBC повідомили їм, що до відходу Свіні призвели дві речі: розслідування щодо Томмі Робінсона та скарга до відділу кадрів, подана молодим журналістом BBC, глибоко ображеним якимось коментарем Свіні.

### Зімбабве
Після офіційного приходу на роботу до BBC у 2001 році, Свіні у 2002 році робив репортажі для BBC про масові поховання в Зімбабве, яка була в той час під керівництвом Роберта Муґабе. На той час Муґабе заборонив репортерам BBC в'їзд до країни, через що Свіні задля зустрічі з лідером опозиції переїхав кордон у багажнику автомобіля.

### Розслідування дитячих смертей
Свіні витратив чотири роки на розслідування справ Саллі Кларк, Анджели Каннінґс та Донни Ентоні, трьох жінок, яких було незаконно ув'язнено за гадане вбивство їхніх дітей. Розслідування Свіні допомогло очистити їхні імена та призвело до тимчасового виключення сера Роя Медова, експерта-свідка, чиї свідчення виявилися вирішальними в їхніх обвинувальних вироках, з медичного реєстру Генеральної медичної ради. У 2005 році Свіні отримав премію Пола Фута на знак визнання його роботи.

### Розслідувальний звіт про саєнтологію

Джон Свіні розповідає про свою книгу «Церква страху» на виставці Leeds Sceptics

«Саєнтологія і я», розслідування саєнтології в рамках програми «Панорама», написане та представлене Свіні, вийшло в ефір на BBC One у понеділок, 14 травня 2007 року. Перед трансляцією на YouTube та DVD було опубліковано відео, зняте Церквою саєнтології, в якому Свіні кричав на представника саєнтології Томмі Девіса під час відвідування виставки Громадянської комісії з прав людини «Психіатрія: індустрія смерті». Ці фрагменти були частинами документального фільму, створеного наближеними до Церкви саєнтології медіа проти програми BBC «Панорама» під назвою «Викриття Панорами».
Свіні писав, що втратив самовладання через багатоденні переслідування з боку Томмі Девіса та Церкви, а також через сильну особисту реакцію на виставку психіатрії. Девіс переслідував його, розшукуючи в готелі, де він зупинився, а також він помічав інших людей, які за ним кілька разів стежили. Свіні назвав ці кліпи «відеонападками», а інші також кажуть, що ці відео були зняті для дискредитації його самого та документального фільму.
У відповідь BBC опублікувала власний повний запис інциденту. Редакторка програми «Панорама» Сенді Сміт пояснила, що сталося та як BBC впоралася з інцидентом, у дописі в блозі редактора BBC. Внутрішнє розслідування BBC виявило, що поведінка Свіні в певний момент зйомок була неналежною, але також взяло до уваги вибачення Свіні за свій спалах гніву. Комісія дійшла висновку, що загалом зйомки документального фільму були проведені належним чином та справедливо. Пізніше того ж року в огляді року програми «Панорама» BBC Свіні сказав: «…нове покоління формує власну думку, і я за це не вибачаюся». Свіні вдав подібний спалаху гніву у січні 2009 року під час інтерв'ю на Radio 4 про фільм Тома Круза Операція «Валькірія» — явно натякаючи на епізод дворічної давності, і тим самим жартуючи з усієї ситуації.
Подальша передача «Панорами» на цю тему, яку також вів Свіні, під назвою «Секрети саєнтології» вийшла в ефір 28 вересня 2010 року. Цей документальний фільм містив інтерв'ю з відомими колишніми саєнтологами Майком Ріндером та Марті Ратбаном. Ріндер пояснив тактику, яку використовувала церква під час створення попереднього документального фільму, тоді як Ратбан в основному обговорював звинувачення Девіда Міскейджа щодо інших членів церкви. Ріндер був причетний до переслідування Свіні саєнтологічною організацією та невдовзі після того покинув церкву і врешті прийшов на передачу «Панорами».

### У Північній Кореї під прикриттям
Під час таємного візиту до Північної Кореї Свіні видавав себе за науковця Лондонської школи економіки, подорожуючи з групою студентів університету, серед яких також були дружина Свіні та ще один співробітник BBC. BBC звинуватили в тому, що вона наражала студентів на небезпеку та перешкоджала майбутнім можливостям університету продовжувати навчання в інших країнах із суворими режимами.
Комітет з редакційних стандартів BBC Trust розслідував скарги на творців програми та встановив, що «BBC не забезпечила достатньої обізнаності всіх молодих людей, з якими подорожувала „Панорама“, про будь-які потенційні ризики, щоб вони могли дати усвідомлену згоду. Це був серйозний недолік, і BBC має рацію, вибачаючись перед заявниками». Вони також виявили, що дружина Свіні, яка була організатором поїздки та керівником туру, мала конфлікт інтересів, який загострився, коли вона почала працювати на BBC для цієї програми.
Згодом у публічній заяві, підписаній шістьма з десятьох студентів-учасників поїздки LSE, йшлося про те, що «ми вважаємо, що тепер нас наражають на більший ризик, ніж було спочатку, в результаті рішення LSE оприлюднити свою версію історії». Вони також зазначили, що не заперечують проти трансляції документального фільму BBC «Панорама» та задоволені тим, як BBC організувала поїздку. Речник LSE це заперечив. Програму переглянули п'ять мільйонів людей, що зробило її шоу номер 1 у своєму часовому інтервалі та другим за популярністю шоу вечора.
Ця програма лягла в основу книги Свіні «Північна Корея, під прикриттям», опублікованої в листопаді 2013 року.

### Фальшивий шейх: Викриття
Свіні був ведучим суперечливої програми «Панорама» про колишнього репортера News of the World під прикриттям Мажера Махмуда під назвою «Фальшивий шейх: викриття». Генеральний прокурор Джеремі Райт написав до BBC з проханням не показувати її, щоб уникнути можливості зашкодити майбутньому судовому розгляду, і Махмуд без успіху домагався судової заборони «Панорамі» транслювати нещодавнє відео, на якому він був без маскування. Трансляцію двічі відкладали й нарешті випустили в ефір 12 листопада 2014 року. Після програми Королівська прокуратура оголосила, що повторно розслідуватиме 25 справ, у яких людей засудили на підставі свідчень Махмуда.

### Трамп: кандидат Кремля?
Свіні представив документальний фільм «Трамп: кандидат Кремля?» за матеріалами своїх досліджень та розслідувань. Фільм вперше транслювався в Панорамі на BBC One 16 січня 2017 року, за чотири дні до інавгурації Дональда Трампа. Документальний фільм, що досліджує зв'язки між соратниками Трампа та російськими чиновниками та шпигунами, а також втручання Росії у вибори в Сполучених Штатах 2016 року, був схвально сприйнятий The Guardian, Radio Times, The National, та Times Union. Документальний фільм демонструвався у Перуджі, Італія, 6 квітня 2017 року на Міжнародному фестивалі журналістики. На показі були присутні журналісти-розслідувачі Свіні та Андрій Солдатов з Росії.

### Томмі Робінсон
23 лютого 2019 року близько 4000 людей протестували біля офісів BBC у Манчестері проти одного з запланованих епізодів програми «Панорама» авторства Джона Свіні про активіста Томмі Робінсона, який також очолював протестуючих. Під час мітингу на великому екрані показали відеозапис Свіні, отриманий від прихильника Робінсона. У фільмі чути, як Свіні кидає кілька фраз, які активіст назвав расистськими, гомофобними та антиробітничими. Свіні також робив зневажливі зауваження щодо BBC, а ще замовив велику кількість алкогольних напоїв, які, як він стверджував, сам оплатив, та назвав колишнього лідера ІРА Мартіна Макґіннесса «одним зі своїх політичних героїв». Пізніше Свіні вибачився за ці зауваження. BBC заявила, що «будь-яка програма, яку ми транслюватимемо, дотримуватиметься суворих редакційних рекомендацій BBC», і що робота над програмою «Панорама» далі триватиме. Національний університет журналістів засудив цю подію, яку вони назвали залякуванням співробітників та журналістів BBC.
«Панорама» опублікувала заяву, в якій вибачилася від імені Свіні за його «образливі та недоречні» коментарі. Епізод «Панорами» про Робінсона так і не був показаний на BBC. 1 жовтня 2019 року Свіні оголосив у Twitter, що залишає BBC після 17 років роботи, назвавши засновника EDL Томмі Робінсона «повним мудаком» після того, як його нібито звільнили через документальний фільм передачі «Панорама» про Томмі Робінсона та протести біля BBC Manchester.

### Путін і російська корупція
Свіні висвітлював війни президента Росії Путіна, зокрема після вторгнення та анексії Криму у 2014 році. Він розпитував Путіна у 2014 році для BBC News, розслідував зв'язки олігархів з Путіним у 2018 році, а також зв'язки Арона Бенкса з Кремлем щодо Brexit у грудні 2018 року, та розслідували підозрілу поїздку Бориса Джонсона до Перуджі на вечірку з Євгеном Лебедєвим у 2018 році.

## Пізніша кар'єра
У листопаді 2020 року запустили новий подкаст Свіні на каналі LBC під назвою «Полювання на Ґіслейн». Серія з шести частин розповідає історію Ґіслейн Максвелл, засудженої сексуальної злочинниці та доньки Роберта Максвелла.
З 2020 року Свіні пише для Byline Times та веде програму на Byline TV. У лютому 2022 року Свіні поїхав до України, щоб висвітлювати вторгнення Росії в Україну, і з того часу також писав для The Jewish Chronicle.

### Східний фронт: терор і тортури в Україні
У 2023 році він випустив художній документальний фільм «Східний фронт: Терор і тортури в Україні», знятий режисером Каоланом Робертсоном разом з Byline TV. Камера показує Свіні, а також ветерана і військового фотографа Пола Конроя та журналістку Заріну Забріскі, які розслідують воєнні злочини Росії в Україні. У фільмі виявлено та підтверджено докази таких злочинів, як тортури, напади на цивільне населення та використання забороненої зброї, а саме білого фосфору. Прем'єра фільму відбулася в клубі Frontline у Лондоні, окремі покази відбулися в Києві, Лос-Анджелесі та на Лестер-сквер у Лондоні.

### Політична кар'єра
24 травня 2024 року Свіні виставив свою кандидатуру від Ліберально-демократичної партії в Саттон-Колдфілді на загальних виборах 2024 року у Великій Британії. Він зазнав поразки від чинного члена парламенту Ендрю Мітчелла, члена Консервативної партії. Свіні посів четверте місце, отримавши 5,4 % голосів у Саттон-Колдфілді.

## Письменницька кар'єра
Свіні видав кілька книг як художніх, так і документальних. Серед них роман-бестселер «Слон-Місяць» (2016) , дія якого відбувається під час війни в Бірмі, та «Вбивство у „Мальтійському експресі“» (2019)  — розслідування вбивства Дафни Каруани Ґаліції, яке він написав у співавторстві. Його останній трилер — «Корисний ідіот» про фейкові новини у сталінській Москві 1933 року, опублікований у 2020 році.

## Нагороди
Свіні отримав кілька нагород, зокрема:
- 1998: Премія «Що кажуть газети» «Журналіст року» за репортажі про порушення прав людини в Алжирі.
- 2000: премія «Еммі» та приз Королівського телевізійного товариства за програми про різанину в Круша е Мадхе, Косово.
- 2001: премія Amnesty International за твір «Жертви потяга тортур» про порушення прав людини в Чечні.
- 2003: золота нагорода Sony (2003) за найкращу новинну радіопрограму.
- 2004: приз Королівського телевізійного товариства (2004) за документальний фільм BBC One «Надія Анджели» про жінку, помилково засуджену за вбивство трьох своїх дітей.
- 2005: Премія Пола Фута.

## Книги

### Документалістика
- Sweeney, John (1991). The Life and Evil Times of Nicolae Ceausescu. Hutchinson. ISBN 978-0-09-174672-8.
- Sweeney, John (1993). Trading With the Enemy: Britain's Arming of Iraq. Pan Books. ISBN 978-0-330-33128-9.
- Sweeney, John (1998). Purple Homicide, Fear and Loathing on Knutsford Heath. Bloomsbury. ISBN 978-0-7475-3970-4.
- Sweeney, John (2010). Rooney's Gold. Biteback. ISBN 978-1-84954-054-4.
- Sweeney, John (2012). Big Daddy: Lukashenka, Tyrant of Belarus. Silvertail Books.
- Sweeney, John (2013). The Church of Fear : Inside The Weird World of Scientology. Silvertail Books. ISBN 978-1-909269-03-3.
  - Sweeney, John (2013). Scientology. La chiesa della paura (Italian) . Newton Compton Editori. ISBN 978-88-541-5485-8.
- Sweeney, John (2013). North Korea Undercover : Inside The World's Most Secret State. Bantam Press. ISBN 978-0-5930-7297-4.
- Bonini, Carlo; Delia, Manuel; Sweeney, John (2019). Murder on the Malta Express: Who Killed Daphne Caruana Galizia?. Midsea Books. ISBN 978-1-909269-95-8.
- Sweeney, John (2022). Killer in the Kremlin: The Explosive Account of Putin's Reign of Terror. Bantam Press. ISBN 978-1-78763-665-1.
  - Sweeney, John (2022). Der Killer im Kreml: Intrige, Mord, Krieg, Wladimir Putins skrupelloser Aufstieg und seine Vision vom großrussischen Reich (German) . Heyne Verlag. ISBN 978-3-453-21849-9.
  - Sweeney, John (2024). Il killer del Cremlino. Il regno del terrore di Vladimir Putin (Italian) . Newton Compton Editori. ISBN 978-88-227-8738-5.
- Sweeney, John (2022). Hunting Ghislaine. Hodder & Stoughton. ISBN 978-1-5293-7587-9.
- Sweeney, John (2024). Murder in the Gulag: The Life and Death of Alexei Navalny. Hodder & Stoughton. ISBN 978-1035422289.

### Художня література
- Sweeney, John (2012). Elephant Moon. Silvertail Books. ISBN 9781909269019.
- Sweeney, John (2016). Cold. Thomas & Mercer. ISBN 978-1503934221.
- Sweeney, John (2017). Road. Thomas & Mercer. ISBN 978-1503940932.
- Sweeney, John (2020). The Useful Idiot. Silvertail Books. ISBN 978-1909269347.